# Bausch & Lomb Championships 1998
Il  Bausch & Lomb Championships 1998 è stato un torneo di tennis giocato sulla terra verde. È stata la 19ª edizione del torneo, che fa parte della categoria Tier II nell'ambito del WTA Tour 1998. Si è giocato all'Amelia Island Plantation di Amelia Island negli USA dal 6 al 12 aprile 1998.

## Campionesse

### Singolare
Mary Pierce ha battuto in finale  Conchita Martínez con il punteggio di 6–7, 6–0, 6–2

### Doppio
Sandra Cacic /  Mary Pierce hanno battuto in finale  Barbara Schett /  Patty Schnyder con il punteggio di 7–6, 4–6, 7–6